# Frozen (album)
Frozen – piąty album fińskiego zespołu metalowego Sentenced, wydany 15 lipca 1998 roku przez wytwórnię Century Media Records.
Według danych z kwietnia 2002 album sprzedał się w nakładzie 4,406 egzemplarzy na terenie Stanów Zjednoczonych.

## Twórcy
- Ville Laihiala – śpiew
- Miika Tenkula – gitara
- Sami Lopakka – gitara
- Sami Kukkohovi – gitara basowa
- Vesa Ranta – perkusja

## Lista utworów
| Nr  | Tytuł utworu                    | Słowa          | Muzyka        | Długość |
| --- | ------------------------------- | -------------- | ------------- | ------- |
| 1.  | „Kaamos” (utwór instrumentalny) |                | Miika Tenkula | 1:32    |
| 2.  | „Farewell”                      | Ville Laihiala | Laihiala      | 3:44    |
| 3.  | „Dead Leaves”                   | Sami Lopakka   | Tenkula       | 5:26    |
| 4.  | „For the Love I Bear”           | Laihiala       | Tenkula       | 3:28    |
| 5.  | „One with Misery”               | Laihiala       | Laihiala      | 3:35    |
| 6.  | „The Suicider”                  | Lopakka        | Tenkula       | 3:43    |
| 7.  | „The Rain Comes Falling Down”   | Lopakka        | Tenkula       | 6:17    |
| 8.  | „Grave Sweet Grave”             | Lopakka        | Tenkula       | 3:55    |
| 9.  | „Burn”                          | Lopakka        | Tenkula       | 2:46    |
| 10. | „Drown Together”                | Lopakka        | Tenkula       | 5:08    |
| 11. | „Let Go (The Last Chapter)”     | Lopakka        | Tenkula       | 4:24    |
| 12. | „Mourn” (utwór instrumentalny)  |                | Tenkula       | 4:43    |
| 13. | „No Tomorrow” (utwór dodatkowy) | Sentenced      | Tenkula       | 4:35    |
|     |                                 |                |               | 53:16   |

| Reedycja | Reedycja                                          | Reedycja       | Reedycja      | Reedycja |
| Nr       | Tytuł utworu                                      | Słowa          | Muzyka        | Długość  |
| -------- | ------------------------------------------------- | -------------- | ------------- | -------- |
| 1.       | „Kaamos” (utwór instrumentalny)                   |                | Miika Tenkula | 1:32     |
| 2.       | „Farewell”                                        | Ville Laihiala | Laihiala      | 3:44     |
| 3.       | „Dead Leaves”                                     | Sami Lopakka   | Tenkula       | 5:26     |
| 4.       | „For the Love I Bear”                             | Laihiala       | Tenkula       | 3:28     |
| 5.       | „One with Misery”                                 | Laihiala       | Laihiala      | 3:35     |
| 6.       | „The Suicider”                                    | Lopakka        | Tenkula       | 3:43     |
| 7.       | „The Rain Comes Falling Down”                     | Lopakka        | Tenkula       | 6:17     |
| 8.       | „Grave Sweet Grave”                               | Lopakka        | Tenkula       | 3:55     |
| 9.       | „Burn”                                            | Lopakka        | Tenkula       | 2:46     |
| 10.      | „Drown Together”                                  | Lopakka        | Tenkula       | 5:08     |
| 11.      | „Let Go (The Last Chapter)”                       | Lopakka        | Tenkula       | 4:24     |
| 12.      | „Mourn” (utwór instrumentalny)                    |                | Tenkula       | 4:43     |
| 13.      | „Creep” (cover Radiohead)                         |                |               | 3:53     |
| 14.      | „Digging the Grave” (cover Faith No More)         |                |               | 2:57     |
| 15.      | „I Wanna Be Somebody” (cover W.A.S.P.)            |                |               | 3:30     |
| 16.      | „The House of the Rising Sun” (cover The Animals) |                |               | 4:06     |
|          |                                                   |                |               | 1:03:07  |